# Planalto da Serra
Planalto da Serra é um município brasileiro do estado de Mato Grosso. Localiza-se no centro-sul mato-grossense, distando 279 km de Cuiabá, a capital do estado. Ocupa uma área de 2 437,590 km², e sua população no censo de 2022 do Instituto Brasileiro de Geografia e Estatística era de 3.166 habitantes, sendo o 127.º município mais populoso do estado.
A sede tem uma temperatura média anual de 24 ºC. O seu Índice de Desenvolvimento Humano (IDH) foi inferido em 0,656 no ano de 2010, considerado como médio pelo Programa das Nações Unidas para o Desenvolvimento (PNUD). Seu Produto Interno Bruto (PIB) foi estimado em R$ 231,895 milhões no ano de 2021. O PIB per capita era o 39.º maior do estado e o 271.º do país no mesmo ano. O setor primário é predominante na economia local, correspondendo a aproximadamente 72% do valor adicionado bruto. Em 2010, a taxa de atividade econômica era de 56,38% entre os maiores de dezoito anos, enquanto o salário médio em 2021 foi de 2,5 salários mínimos.
O nome "Planto da Serra" foi dado devido à sua localização geográfica em uma região plana no topo da Serra Azul. Sua formação teve início em 1946, quando colonos começaram a se estabelecer em fazendas. Inicialmente chamada de Capão Grande e depois Vinagre, a localidade viu um progresso significativo a partir de 1970, impulsionado por incentivos do governo federal. O Distrito de Rio Manso foi criado em 1980, pertencente inicialmente a Nova Brasilândia, e em 1991, o município de Planalto da Serra foi estabelecido pela Lei Estadual n.º 5.905.

## História
O nome "Planto da Serra" foi atribuído em razão de sua geografia, pois se localiza em uma região plana no topo da Serra Azul. Sua formação iniciou-se em 1946, quando famílias de colonos começaram a se estabelecer em fazendas.
Em 1949, Francisco Soler chegou ao local com o intuito de estabelecer uma cidade. Ele usou um artifício para atrair interessados em adquirir os lotes: ocultou a verdadeira localização do lugar, dando o Rio Manso como referência, o que ocasionou problemas com os compradores.
Inicialmente, a localidade foi denominada de Capão Grande e depois Vinagre, em alusão a um córrego na região. Por muitos anos, não houve progresso significativo, mas a partir de 1970, com incentivos do governo federal, houve um impulso no seu desenvolvimento.
A criação do Distrito de Rio Manso ocorreu por meio da Lei n.º 4.277, de 23 de dezembro de 1980. Naquele momento, pertencia a Nova Brasilândia. Em 20 de dezembro de 1991, o município de Planalto da Serra foi estabelecido pela Lei Estadual n.º 5.905.

## Geografia
O município está localizado na região centro-sul do estado de Mato Grosso, estando distante a 279 quilômetros de Cuiabá, capital estadual. Situa-se a 10º26'26" de latitude sul e 55º16'16" de longitude oeste. Com uma área de 2.437,590 km², limita-se com os municípios de Paranatinga, Primavera do Leste, Nova Brasilândia e Rosário Oeste.  De acordo com a divisão do Instituto Brasileiro de Geografia e Estatística, pertence às Regiões Geográficas Intermediária de Cuiabá e Imediata de Cuiabá.
A altitude média do município é de 469 metros acima do nível do mar, com mínima de 348 metros e máxima de 835 metros. O território é composto integralmente pelo bioma Cerrado. O clima é tropical, quente e úmido, com temperatura média anual de 24°C. Com índice de pluviosidade anual de 1.750 mm, a intensidade máxima ocorre nos meses de dezembro, janeiro e fevereiro. Pertence à bacia hidrográfica do Rio Amazonas.

## Demografia
Em 2022, a população do município foi contada pelo Instituto Brasileiro de Geografia e Estatística em 3.166 habitantes. Dos 142 municípios de Mato Grosso, era o 127.º mais populoso. De acordo com o censo daquele ano, 1.633 (51,6%) habitantes eram homens e 1.533 (48,4%) mulheres.
Conforme a pesquisa de autodeclaração do censo do IBGE de 2022, a população era composta por 2.062 pardos (65,1%), 758 brancos (23,9%), 303 pretos (9,6%), 40 indígenas (1,3%) e 3 amarelos (0,1%). Em relação à pirâmide etária, 2.079 (65,7%) pessoas tinham entre 15 a 64 anos da idade, 766 (24,2%) menos de 15 anos e 321 (10,1%) mais de 65 anos. Um homem e duas mulheres eram centenários.
Aproximadamente 0,77% da área do município é coberta pela Terra Indígena Bakairi.
O Índice de Desenvolvimento Humano Municipal (IDH-M) de Gaúcha do Norte, de 0,656 em 2010, era considerado médio pelo Programa das Nações Unidas para o Desenvolvimento (PNUD). O mesmo indicador havia sido apurado em 0,492 em 2000. Considerando-se apenas o índice de educação, o valor é de 0,565, sendo o de longevidade 0,813 e o de renda 0,615. O coeficiente de Gini, que mede a desigualdade social, era de 0,44, sendo que 1,00 é o pior número e 0,00 é o melhor. A taxa de mortalidade infantil era de 17,30 e a expectativa de vida era de 73,80 anos.

## Política e administração
O Poder Executivo do município é chefiado pelo prefeito, auxiliado por oito secretários. Desde janeiro de 2021, o executivo é comandado por Natal Alves de Assis Sobrinho, enquanto o vice-prefeito é Clenilson Marques de Souza. Ambos foram eleitos em novembro de 2020 com 1.102 votos (50,95%).
O Poder Legislativo é representado pela Câmara Municipal de Vereadores, da qual integram nove vereadores. O legislativo é dirigido pelo presidente, o qual compõe a mesa diretora juntamente com o vice-presidente e dois secretários. Cabe à casa elaborar e votar leis fundamentais à administração e ao Executivo, além de fiscalizá-lo. Em 2024, seis membros eram homens e três eram mulheres.
O município é jurisdicionado pela Chapada dos Guimarães, do Tribunal de Justiça de Mato Grosso. Em 2023, o TJ-MT inaugurou posto avançado de atendimento digital no município.
Na política nacional, o presidente eleito Luiz Inácio Lula da Silva (PT) obteve 993 votos (50,43%) no segundo turno da eleição presidencial de 2022, superando o derrotado Jair Bolsonaro (PL), o qual recebeu 976 votos (49,57%). Para o governo de Mato Grosso, Mauro Mendes (UNIÃO) angariou 1.670 votos (89,69%), enquanto Wellington Fagundes (PL) conseguiu 1.145 votos (85,00%).
| Ano  | Eleitorado | Candidato eleito      | Votos - %      | Segundo colocado      | Votos - %      | Outros       | Votos brancos e nulos |
| ---- | ---------- | --------------------- | -------------- | --------------------- | -------------- | ------------ | --------------------- |
| 2020 | 2.546      | Natal de Assis - PROS | 1.102 - 50,95% | Dênio Ribeiro - PSD   | 1.061 - 49,05% | -            | 50 - 2,26%            |
| 2016 | 2.248      | Angelina - PSDB       | 885 - 43,73%   | Dênio Ribeiro - PSD   | 821 - 40,56%   | 318 - 15,71% | 64 - 3,07%            |
| 2012 | 2.288      | Angelina - PMDB       | 1.126 - 57,36% | Antonio Bruno - PSD   | 837 - 42,64%   | -            | 83 - 4,06%            |
| 2008 | 2.259      | Denio Ribeiro - DEM   | 1.081 - 57,14% | Angelina - PMDB       | 811 - 42,86%   | -            | 132 - 6,52%           |
| 2004 | 2.063      | Denio Ribeiro - PFL   | 989 - 53,37%   | Jairo Secundino - PPS | 439 - 23,69%   | 425 - 22,94% | 60 - 3,14%            |
| 2000 | 2.363      | Ismael - PSDB         | 954 - 50,61%   | Denio Ribeiro - PPB   | 736 - 39,05%   | 195 - 10,34% | 96 - 4,85%            |

| Ano  | Eleitorado | Primeiro colocado                | Votos - %      | Segundo colocado               | Votos - %    | Outros     | Votos brancos e nulos |
| ---- | ---------- | -------------------------------- | -------------- | ------------------------------ | ------------ | ---------- | --------------------- |
| 2022 | 2.650      | Luiz Inácio Lula da Silva - PT   | 993 - 50,43%   | Jair Bolsonaro - PL            | 976 - 49,57% | -          | 48 - 2,38%            |
| 2018 | 2.492      | Fernando Haddad - PT             | 1.025 - 50,89% | Jair Bolsonaro - PSL           | 989 - 49,11% | -          | 150 - 6,93%           |
| 2014 | 1.931      | Dilma Rousseff - PT              | 782 - 51,08%   | Aécio Neves - PSDB             | 749 - 48,92% | -          | 41 - 2,61%            |
| 2010 | 2.254      | Dilma Rousseff - PT              | 957 - 60,76%   | José Serra - PSDB              | 618 - 39,24% | -          | 74 - 4,49%            |
| 2006 | 2.041      | Geraldo Alckmin - PSDB           | 820 - 53,56%   | Luiz Inácio Lula da Silva - PT | 711 - 46,44% | -          | 48 - 3,04%            |
| 2002 | 1.542      | José Serra - PSDB                | 669 - 55,70%   | Luiz Inácio Lula da Silva - PT | 532 - 44,30% | -          | 57 - 4,53%            |
| 1998 | 2.150      | Fernando Henrique Cardoso - PSDB | 935 - 84,08%   | Luiz Inácio Lula da Silva - PT | 83 - 7,46%   | 94 - 8,46% | 245 - 18,05%          |

## Economia
O Produto Interno Bruto (PIB) de Nova Olímpia foi estimado em R$ 231,895 milhões no ano de 2021. Era o 109.º município com maior PIB do estado de Mato Grosso e o 2.950º do Brasil. O PIB per capita era de R$ 87.939,09, o 39.º maior do estado e 271.º do país.
O setor primário é o mais relevante para a economia municipal. O valor adicionado bruto da agropecuária era de R$ 168,182 milhões, no ano de 2021.
O valor adicionado bruto da indústria era de R$ 10,574 milhões, no mesmo ano.
O setor da administração pública participava com 11,6% do valor adicionado bruto e dos serviços com 8,7%.
Em 2010, 56,38% da população maior de dezoito anos era economicamente ativa, enquanto a taxa de desocupação era de 6,62%. O salário médio foi aferido em 2,5 salários mínimos no ano de 2021.
Em 2017, as receitas orçamentárias do município eram de R$ 17,826 milhões, enquanto os gastos orçamentários somavam R$ 16,134 milhões.

## Últimos prefeitos eleitos
| Ano  | Prefeito       | Partido | Votos | %     | Ref    |
| ---- | -------------- | ------- | ----- | ----- | ------ |
| 2004 | Denio Ribeiro  | PFL     | 989   | 53,37 | [ 47 ] |
| 2008 | Denio          | DEM     | 1.081 | 57,14 | [ 48 ] |
| 2012 | Angelina       | PMDB    | 1.126 | 57,36 | [ 49 ] |
| 2016 | Angelina       | PSDB    | 885   | 43,73 | [ 50 ] |
| 2020 | Natal de Assis | PROS    | 1.102 | 50,95 | [ 51 ] |